# Мастер Оноре
Мастер Оноре́ (фр. Maître Honore; известен с 1288 по 1318 год) — французский художник-миниатюрист.

## Биография
Оноре — первое имя французского художника, возникающее из неразличимой массы анонимных миниатюристов, работавших в парижских мастерских в XIII веке. Вероятно, художник был родом из Амьена (в налоговых документах он фигурирует то как Maitre Honore enlumineur, то есть Мастер Оноре миниатюрист, то как Maitre Honore d’Amien, то есть Мастер Оноре из Амьена — исследователи не сомневаются, что это одно и то же лицо). Открытие его имени принадлежит Леопольду Делилю (1826—1910), директору парижской Национальной Библиотеки, который в 1902 году, изучая платёжные записи короля Филиппа IV, обнаружил два упоминания от 1296 года об оплате работы над иллюстрированными манускриптами. В первом случае запись сообщала о 107 парижских ливрах и 10 су, переданных 25 августа через посредника Гальтеруса, каноника Сент-Шапель. Во втором случае, в том же 1296 году, (незадолго до Дня Всех Святых) король Филипп IV заплатил 20 ливров «Honoratus illuminator» (миниатюристу Оноре) за украшение особой книги для короля. Делиль связал эти суммы и мастера Оноре с королевским «Бревиарием» из Национальной библиотеки Франции, исполненным в конце XIII века. Принадлежность этого манускрипта королевской особе не подлежала сомнению; он изготовлен с особой тщательностью и изяществом, в нём есть календарь и служебник, предназначенный для Сент-Шапель, а также небольшое изображение короля, преклонившего колени перед статуей Девы Марии. Дальнейшие исследования подтвердили, что «Бревиарий» был создан до 1297 года.
В 1906 году имя художника было обнаружено в налоговых записях от 1292 года, в которых сообщается, что мастер Оноре, его зять Ришар де Верден и помощник Томассен заплатили самый большой налог среди всех книжных мастерских Парижа, в общей сумме — 20 су. Это свидетельствует о том, что его предприятие имело большой успех и получало множество заказов. Затем имя Оноре было обнаружено в манускрипте «Декреталии» Грациана. На листе 351 (recto) есть запись, которая сообщает, что книга была приобретена в 1288 году у миниатюриста Оноре с улицы Эрембурк де Бри (ныне это улица Бутебри в Париже). На основании этих данных исследователи сделали заключение, что Мастер Оноре был наиболее способным и продуктивным среди художников конца XIII века. Даты рождения и смерти Мастера Оноре остаются неизвестными. Известен лишь примерный временной диапазон его творчества, соответствующий датам исполненных им миниатюр к манускриптам.

## Исторический контекст и творческие особенности

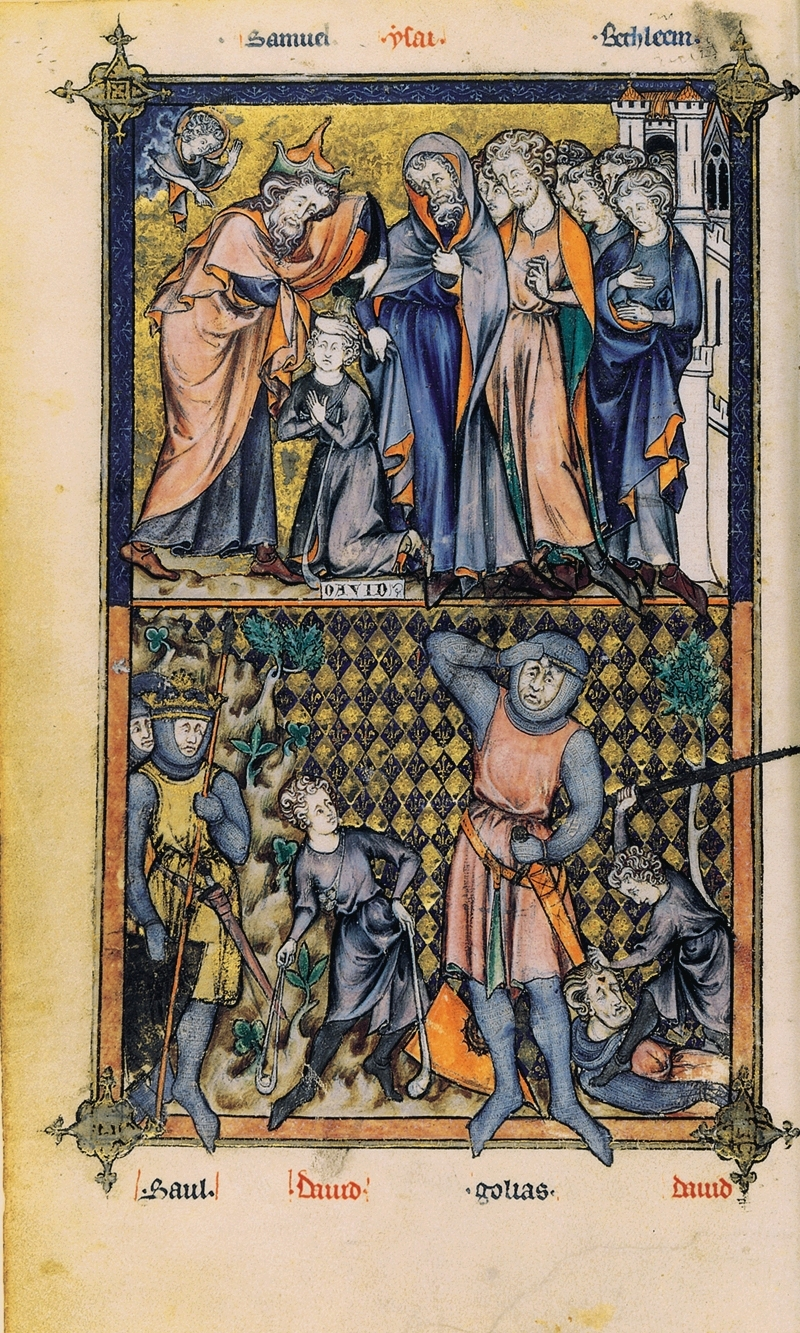
Миниатюра из «Бревиария Филиппа Красивого». 1296. Национальная библиотека, Париж. Вверху «Помазание Давида», внизу «Давид и Голиаф». Голиаф изображён в рыцарской кольчуге. Исследователи отмечают, что он схватился за голову, в то время как Давид ещё только приготовил пращу. Справа внизу Давид отрубает Голиафу голову.

Латеранский собор (1215) постановил, что знание христианского учения не должно быть прерогативой только монахов и священников, но должно быть доступно каждому мирянину. Это дало толчок к распространению среди мирян псалтирей, молитвенников и прочей религиозной литературы. Повышенный спрос на такую продукцию привёл к тому, что книгопроизводство вышло за стены монастырей и стало превращаться в доходный бизнес. До 1260-х годов во Франции иллюминированные рукописи создавались исключительно в монастырях. С ростом благосостояния купцов и аристократии появилась мода на иллюстрированные рукописи, и вырос спрос на эту продукцию, результатом которого стало то, что к 1292 году в Париже было уже 13 книжных мастерских, выполнявших полный комплекс работ по созданию рукописных книг. В мастерских работали художники-иллюминаторы, каллиграфы, переплётчики и т. д. Слава парижских миниатюристов вышла далеко за пределы Франции, даже Данте в своей «Божественной комедии» счёл нужным упомянуть о них.
Из исторических источников известно, что дед Филиппа IV, Людовик IX (1226—1270), построил библиотеку и заказывал множество манускриптов для неё. Мастер Оноре работал для его наследников, но его миниатюры стилистически отличаются от продукции, исполнявшейся для Людовика. Для миниатюр Оноре характерно в первую очередь новое отношение к освещению — с помощью светотеневой моделировки художник добивался большей рельефности персонажей и предметов (в отношении этой особенности одни исследователи предполагают влияние скульптуры, другие видят в этом одно из первых влияний итальянской живописи на французскую). Персонажам его миниатюр присуща более живая жестикуляция, в некоторых работах видны попытки передать трёхмерное пространство. Миниатюры Мастера Оноре были новым словом во французской живописи, они оказали значительное влияние на живопись начала XIV века. Большинство исследователей считает, что Жан Пюсель, наиболее значительный французский художник первой половины XIV века, вышел из стен мастерской Оноре.

## Произведения
Самой ранней работой Оноре считают первую миниатюру в «Евангелии Сен-Шапель» (ок. 1275, Британская библиотека, Лондон). К 1288 году относят «Декреталии» Грациана, манускрипт, приобретённый непосредственно в мастерской Оноре. Французский искусствовед Андре Шастель считает, что миниатюры этой рукописи принадлежат его коллегами по мастерской, сам Оноре приложил кисть только к виньеткам-украшениям.
В 1296 году был создан «Бревиарий Филиппа Красивого» (Национальная Библиотека, Париж), за который художник получил от короля плату. В книге размером 205×135 мм содержится 577 листов, написанный на латыни текст и всего одна миниатюра во весь лист, расположенная между календарём и текстом. Тем не менее эта единственная миниатюра считается крайне важной в развитии французской живописи, на ней в два яруса изображены «Помазание Давида» (вверху) и «Давид и Голиаф» (внизу). Отчаянный жест Голиафа, схватившегося за голову, своей непосредственностью был новым словом в сравнении со статичной и торжественной миниатюрной живописью предыдущих лет.
К 1300 году относят создание «La Somme le Roy» («Королевский сборник»; Британская Библиотека, Лондон), собрание христианских назидательных историй, составленное в 1279 году доминиканским наставником Лореном де Буа для короля Филиппа III; манускрипт был приписан Мастеру Оноре из-за стилистической близости его миниатюр «Декреталиям» Грациана и «Бревиария Филиппа Красивого». В книге 208 страниц размером 185×120 мм, текст на французском языке и 11 миниатюр. Ещё две миниатюры из этого манускрипта хранятся в музее Фицуильяма (Кембридж).
Мастеру Оноре также приписывают авторство миниатюр в «Библии Жана де Папелё» (1317—1318, Париж, Библиотека Арсенала). В 1317 году мастерская Оноре (в частности, его зять Ришар де Верден, который унаследовал мастерскую, и художник Жан де ла Маре) выполнила «Житие св. Дионисия» для Филиппа V.

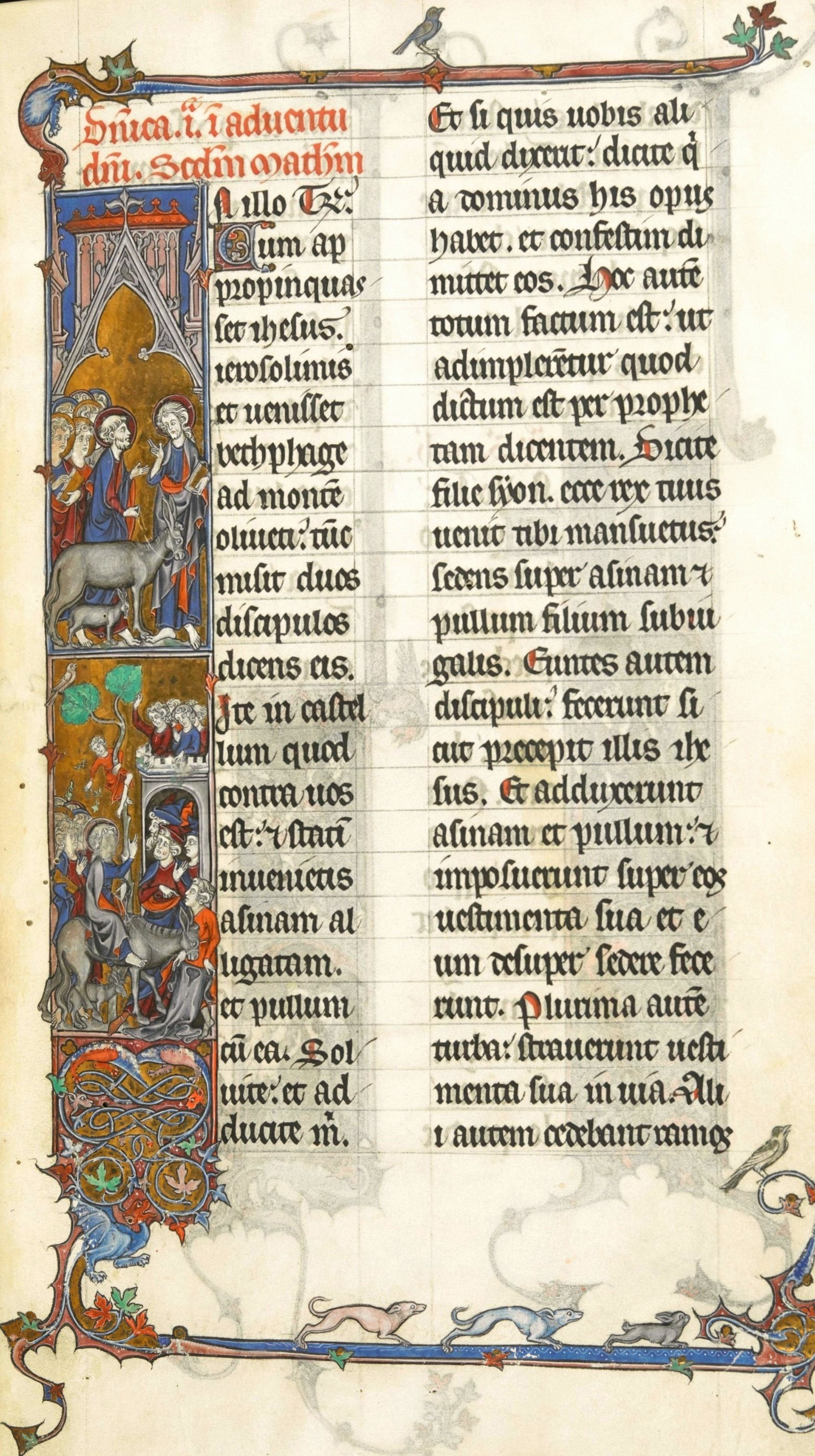
Евангелие Сен-Шапель. лист 1r, Въезд Христа в Иерусалим. ок. 1275г., Британская библиотека, Лондон
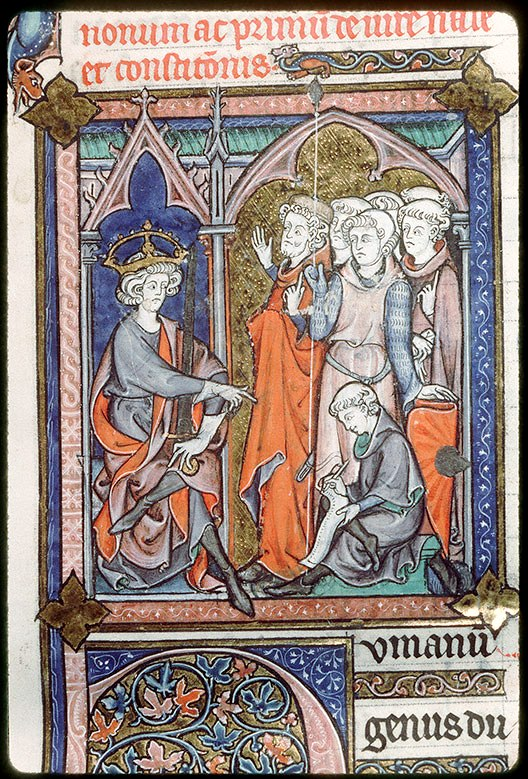
Король диктует закон. Миниатюра из «Декреталий» Грациана. 1288. Тур, Муниципальная библиотека
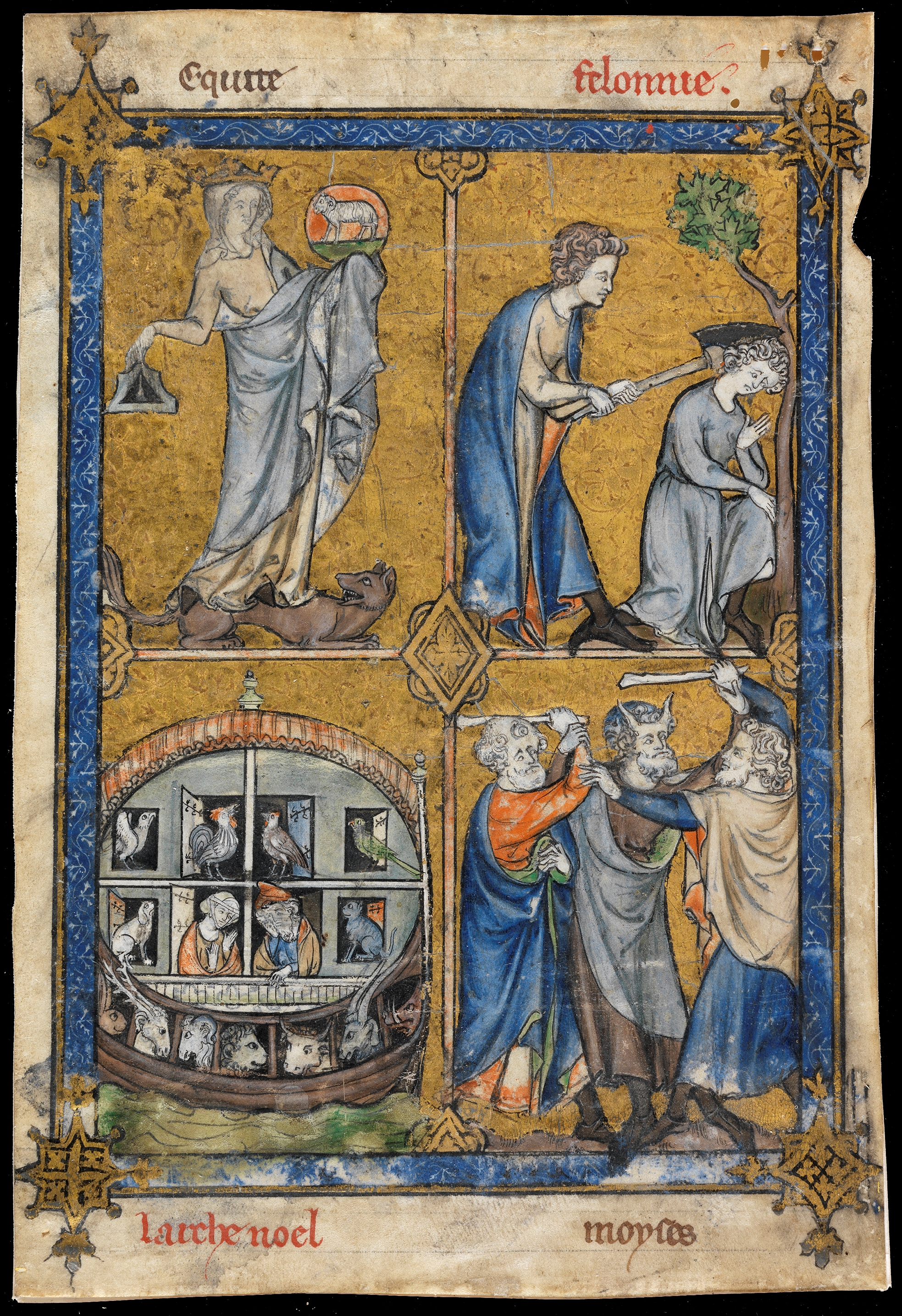
Вверху: Справедливость и Каин убивает Авеля. Внизу: корабль Ноя и Моисей усмиряет двух драчунов. Миниатюра из Somme Le Roy. ок. 1300 Музей Фицуильяма, Кембридж.
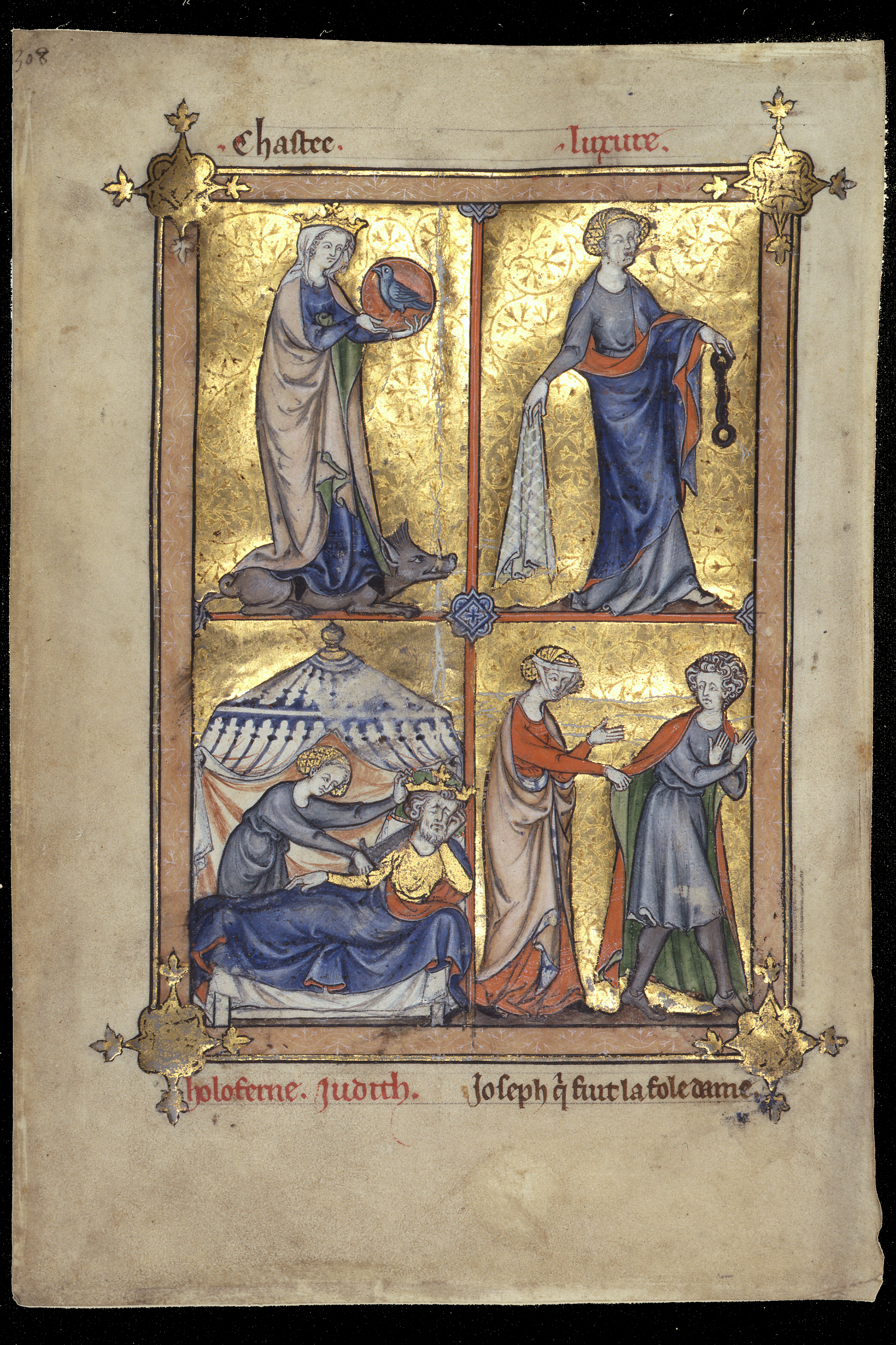
Вверху: Целомудрие. Вожделение. Внизу: Юдифь и Олоферн. Иосиф отвергает жену Потифара. Миниатюра из Somme Le Roy. ок. 1300 Музей Фицуильяма, Кембридж.
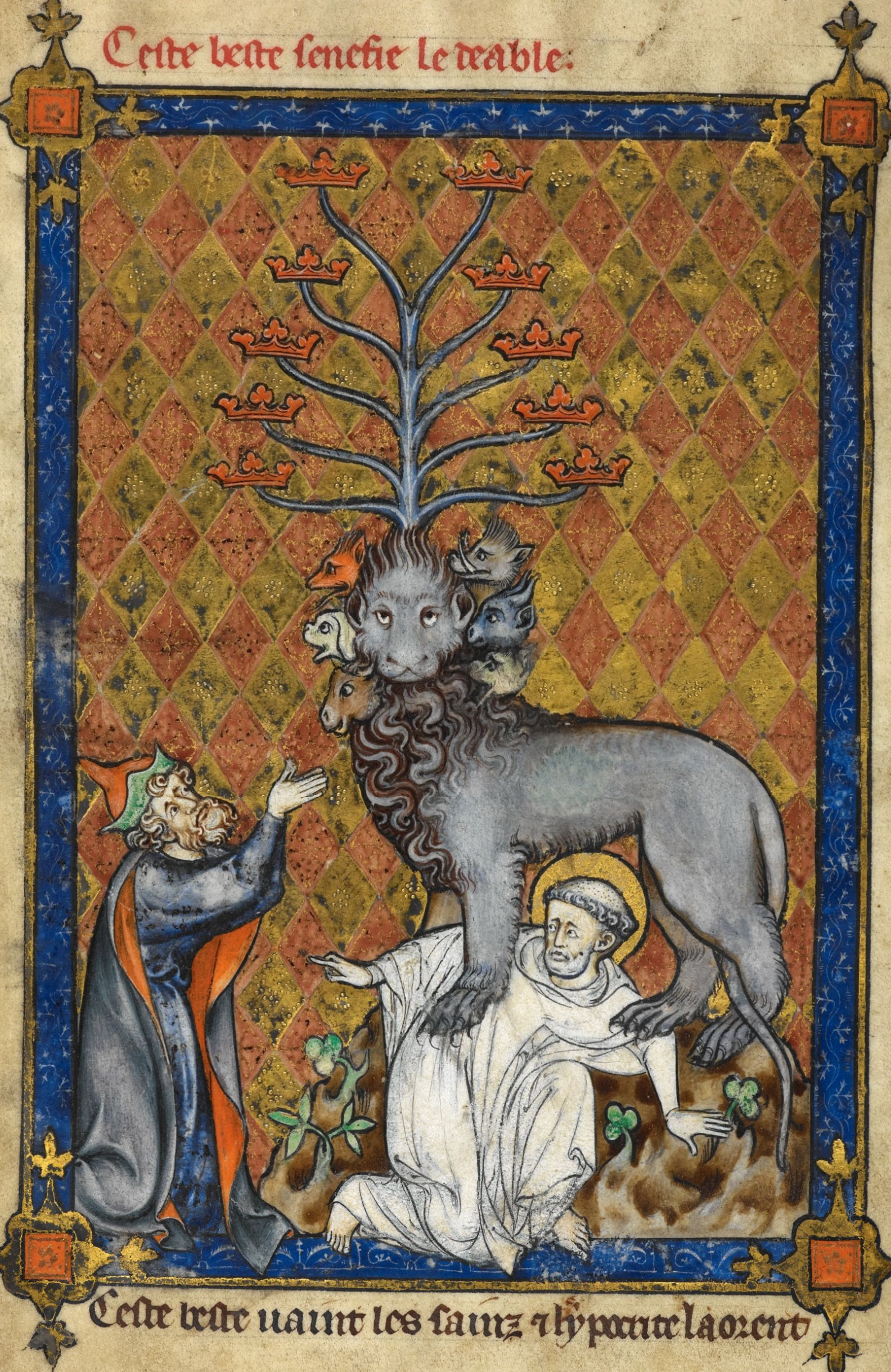
Еврей поклоняется зверю Апокалипсиса, попирающему святого. Миниатюра из Somme Le Roy. ок. 1300, Британская библиотека. Лондон.
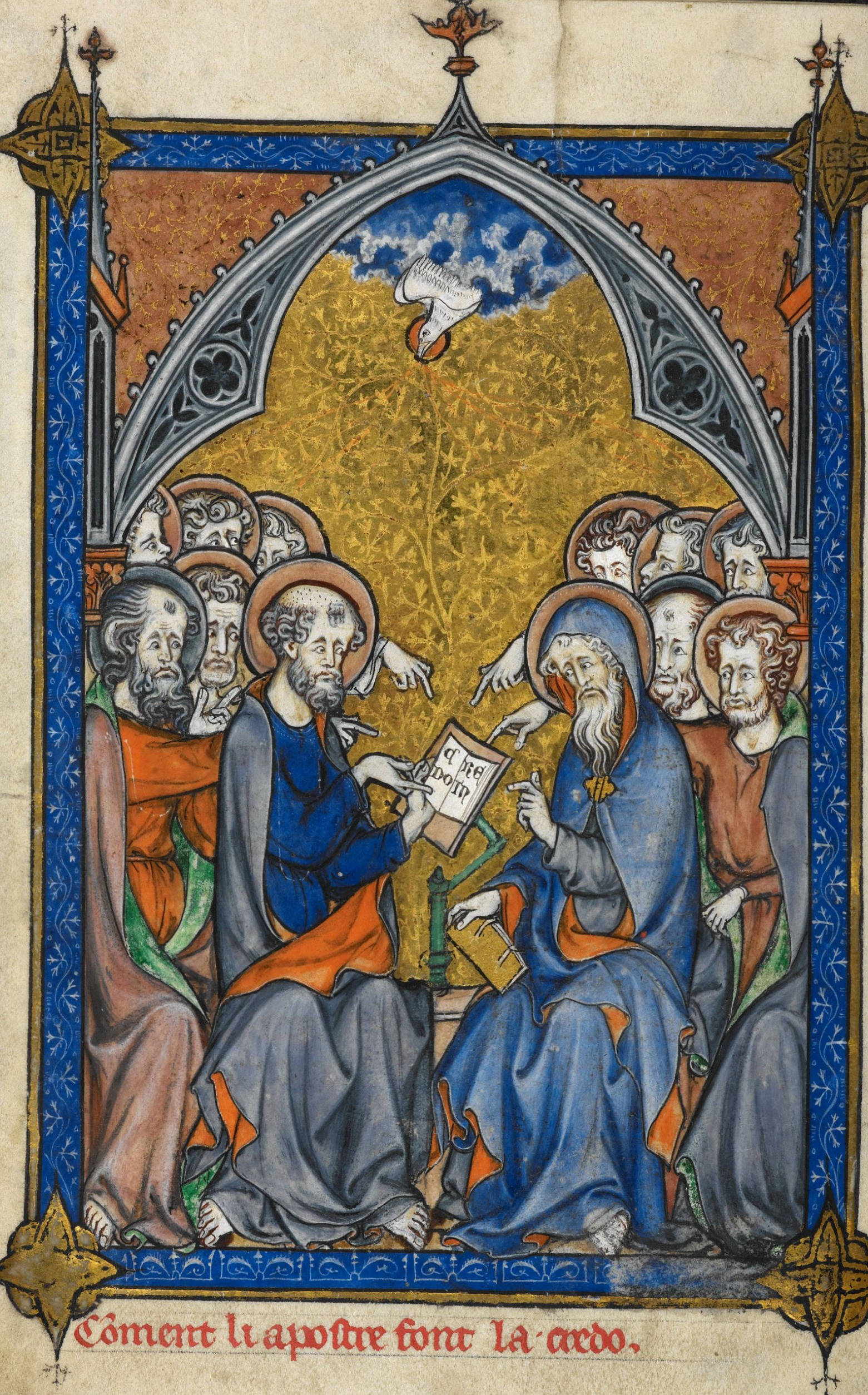
Двенадцать апостолов. Миниатюра из Somme Le Roy. ок. 1300, Британская библиотека, Лондон